# Aleksander Kłak
Aleksander Dominik Kłak (ur. 24 listopada 1970 w Nowym Sączu) – polski piłkarz grający na pozycji bramkarza, reprezentant Polski.

## Kariera
Swoją karierę rozpoczynał występując w zespole Dunajec Nowy Sącz. Następnie grał w Igloopolu Dębica, Olimpii Poznań, Górniku Zabrze, Straelen, FC Homburg, Bonner SC, Royal Antwerp FC i FC Denderleeuw. Przed sezonem 2003/2004 przeniósł się do De Graafschap. Z reprezentacją Polski zdobył wicemistrzostwo olimpijskie w Barcelonie w 1992 r.
Zakończył karierę piłkarską z powodu licznych kontuzji; obecnie pracuje jako kierowca komunikacji miejskiej w Antwerpii i trener bramkarzy Royal Antwerp.

## Mecze w reprezentacji Polski
| l.p. | Data                 | Miejsce        | Przeciwnik | Rezultat | Rozgrywki   | Grał   | Uwagi |
| ---- | -------------------- | -------------- | ---------- | -------- | ----------- | ------ | ----- |
| 1.   | 18 listopada 1992    | Iława          | Łotwa      | 1-0      | towarzyski  | od 46' |       |
| 2.   | 26 listopada 1992    | Buenos Aires   | Argentyna  | 0-2      | towarzyski  | 90'    |       |
| 3.   | 3 lutego 1993        | Ramat Gan      | Izrael     | 0-0      | towarzyski  | 90'    |       |
| 4.   | 17 marca 1993        | Ribeirão Preto | Brazylia   | 2-2      | towarzyski  | do 45' |       |
| 5.   | 31 marca 1993        | Brzeszcze      | Litwa      | 1-1      | towarzyski  | od 46' |       |
| 6.   | 13 kwietnia 1993     | Radom          | Finlandia  | 2-1      | towarzyski  | do 45' |       |
| 7.   | 28 kwietnia 1993     | Łódź           | San Marino | 1-0      | el. MŚ 1994 | 90'    |       |
| 8.   | 6 września 1997      | Warszawa       | Węgry      | 1-0      | towarzyski  | do 45' |       |
| 9.   | 24 września 1997     | Olsztyn        | Litwa      | 2-0      | towarzyski  | do 45' |       |
| 10.  | 7 października 1997  | Kiszyniów      | Mołdawia   | 3-0      | el. MŚ 1998 | 90'    |       |
| 11.  | 11 października 1997 | Tbilisi        | Gruzja     | 0-3      | el. MŚ 1998 | 90'    |       |